# Los niños muertos
Los niños muertos es uno de los primeros cuadros del pintor ecuatoriano Oswaldo Guayasamín, en el cuadro representa a su mejor amigo (de apellido Manjarrés), el cual fue asesinado por una bala perdida.

## Descripción
La pintura muestra una brutal escena de un grupo de cadáveres de niños apilados en una calle de Quito. Esta pintado en óleo sobre Tela, cuyas dimensiones son de 98 por 138 cm.